# Batang Parsuluman
Batang Parsuluman is een bestuurslaag in het regentschap Tapanuli Selatan van de provincie Noord-Sumatra, Indonesië. Batang Parsuluman telt 379 inwoners (volkstelling 2010).